# Оскар Вільчес
Оскар Вільчес (ісп. Óscar Vílchez; нар. 21 січня 1986, Чиклайо) — перуанський футболіст, півзахисник клубу «Альянса Ліма».
Виступав, зокрема, за клуби «Спортінг Крістал» та «Хуан Ауріч», а також національну збірну Перу.

## Клубна кар'єра
Народився 21 січня 1986 року в місті Чиклайо. Вихованець футбольної школи клубу «Альянса Ліма». Дорослу футбольну кар'єру розпочав 2005 року в основній команді того ж клубу, в якій того року взяв участь у 15 матчах чемпіонату.
Згодом з 2006 по 2007 рік грав у складі команд клубів «Анкас» та «Мельгар» на правах оренди.
До складу «Альянса Ліма» повернувся 2007 року. Цього разу відіграв за команду з Ліми наступні чотири сезони своєї ігрової кар'єри.
Протягом 2012 року захищав кольори команди клубу «Спортінг Крістал».
2013 року уклав контракт з клубом «Хуан Ауріч», у складі якого провів наступні два роки своєї кар'єри гравця. Більшість часу, проведеного у складі «Хуан Ауріча», був основним гравцем команди.
До складу клубу «Альянса Ліма» вже вдруге приєднався 2016 року. Відтоді встиг відіграти за команду з Ліми 21 матч в національному чемпіонаті.

## Виступи за збірну
2013 року дебютував в офіційних матчах у складі національної збірної Перу. Наразі провів у формі головної команди країни 7 матчів.
У складі збірної був учасником Кубка Америки 2016 року у США.

## Титули і досягнення

### Клубні
- «Спортінг Крістал»

Чемпіон Перу (1): 2012